# Brigada criminal
Brigada criminal és una pel·lícula policíaca espanyola de 1950 dirigida per Ignacio F. Iquino que, juntament amb Apartado de correos 1001 (Juli Salvador, 1950), és considerada pionera en l'anomenat comunament cinema negre barceloní.

## Repartiment
| Actor            | Personatge       |
| ---------------- | ---------------- |
| José Suárez      | Fernando Olmos   |
| Alfonso Estela   | Óscar            |
| Manuel Gas       | inspector Lérida |
| Soledad Lence    | Celia Albéniz    |
| Pedro de Cordoba | Eduardo          |
| Barta Barri      | Mario            |
| Antonio Amaya    | Julio            |
| José Pinillo     | Gerardo          |
| Tony Castell's   | Demetrio         |
| Fernando Vallejo | taxista          |
| Carlos Ronda     | Esteban          |
| Matías Ferrer    | cajero           |
| José Soler       | comisario        |
| Maruchi Fresno   | Isabel           |
| Isabel de Castro | Susana           |
| Carlos Otero     | Alfredo          |
| Mercedes Mozart  | Julia del Campo  |

## Argument
Fernando Olmos, un policia recentment titulat, és testimoni d'un atracament en un banc, encara que no pot fer res per evitar-ho. El seu primer servei és infiltrar-se en un garage com limpiacoches per a atrapar a un lladre, sense saber que l'amo de l'establiment és també el cap de la banda d'atracadors.
La pel·lícula acaba amb una seqüència impactant: la lluita contra els atracadors en un edifici en construcció: una part de l'Hospital Clínic de Barcelona.

## Producció
En 1950, Ignacio Iquino, qui l'any anterior havia fundat la seva pròpia productora (IFI) després de deixar Emisora Films, es va assabentar del rodatge per part d'aquesta d'una pel·lícula policíaca (Apartado de correos 1001). Llavors va emprendre la filmació de Brigada criminal, pel·lícula de similars característiques (temàtica policíaca, exaltació de la labor de la policia, rodatge en escenaris reals).
Parlant de la gènesi de la pel·lícula, el director va declarar a la revista Primer plano:
| «                   | El meu propòsit de realitzar aquesta pel·lícula va néixer amb la idea de donar-li a José Suárez, que tenia contractat per algun temps i en les grans possibilitats del qual d'arribar a ser un dels primers galants del nostre cinema vaig creure sempre cegament, un tema adequat […] Va brollar de sobte la idea que el personatge que jo buscava per a José Suárez era el d'un policia jove: allí estava el sentiment d'honor i sacrifici. Santugini em va parlar de l'assumpte: la seva idea de l'amistosa pugna entre un policia novençà i l'experiència d'un veterà inspector, tots dos dedicats a la persecució d'una banda de malfactors. | » |
| — Ignacio F. Iquino | |   |

Amb la condició d'evitar possibles problemes amb la censura es va comptar des del principi amb l'assessorament tècnic d'Arturo Rosselló, membre de la Direcció General de Seguretat, permetent aquesta l'accés a diferents llocs de formació del Cos, fet que dona més versemblança i realisme a l'acció. Aquesta col·laboració es veu reflectida en la inclusió, després dels títols de crèdit, d'un rètol d'agraïment bastant explícit:
| « | Aquesta pel·lícula és un homenatge a l'abnegació i heroisme de tots els funcionaris de la policia espanyola que, sense grans parenceries tècniques i comptant amb el "factor home" com a màxim valor, és considerada com una de les millors del món. | » |

Com bé apunta August M. Torres, la intenció d'Iquino per a salvar «una censura que no veu amb molt bons ulls l'existència de malvats com els que apareixen en aquestes produccions en la victoriosa Espanya del general Franco» és narrar l'acció des del punt de vista de la policia enaltint el valor i lloant la seva labor. D'aquesta manera s'aprofita «per a dibuixar amb realisme uns ambients i uns personatges impossibles d'existir en un altre context».
La pel·lícula es va estrenar a Barcelona el 4 de desembre de 1950 al cinema Cristina, i va romandre 14 dies en cartell. A Madrid l'estrena va tenir lloc el 8 de gener de 1951 i va estar més temps en cartellera (35 dies).

El rodatge al carrer de moltes escenes va ser aprofitat per a la publicitat del film en la premsa. Es van inserir anuncis en què podia llegir-se:
| « | VOSTÈ HA ESTAT FILMAT! I POT OBTENIR UN PREMI! Brigada criminal ha estat rodada en ple carrer, amb la càmera amagada en els llocs més inversemblants. Per tant, és possible que vostè, sense saber-ho, intervingui com a "extra" en alguna de les seves escenes. I si pot demostrar que vostè ha estat filmat, contra el lliurament d'una butaca utilitzada, serà obsequiat amb dues altres entrades perquè els seus familiars puguin admirar-lo en el primer film policíac espanyol. | » |

En 1970, el propi Iquino va produir un remake no confessat, Investigación criminal, dirigit per Juan Bosch.

## Premis
La pel·lícula va aconseguir un premi econòmic de 300.000 ptes, als premis del Sindicat Nacional de l'Espectacle de 1950.